# 克鲁默瑙
克鲁默瑙是德国莱茵兰-普法尔茨州的一个市镇。总面积4.32平方公里，总人口167人，其中男性83人，女性84人（2011年12月31日），人口密度39人/平方公里。